# ابراهیما سیسه (بازیکن فوتبال، زاده ۲۰۰۱)

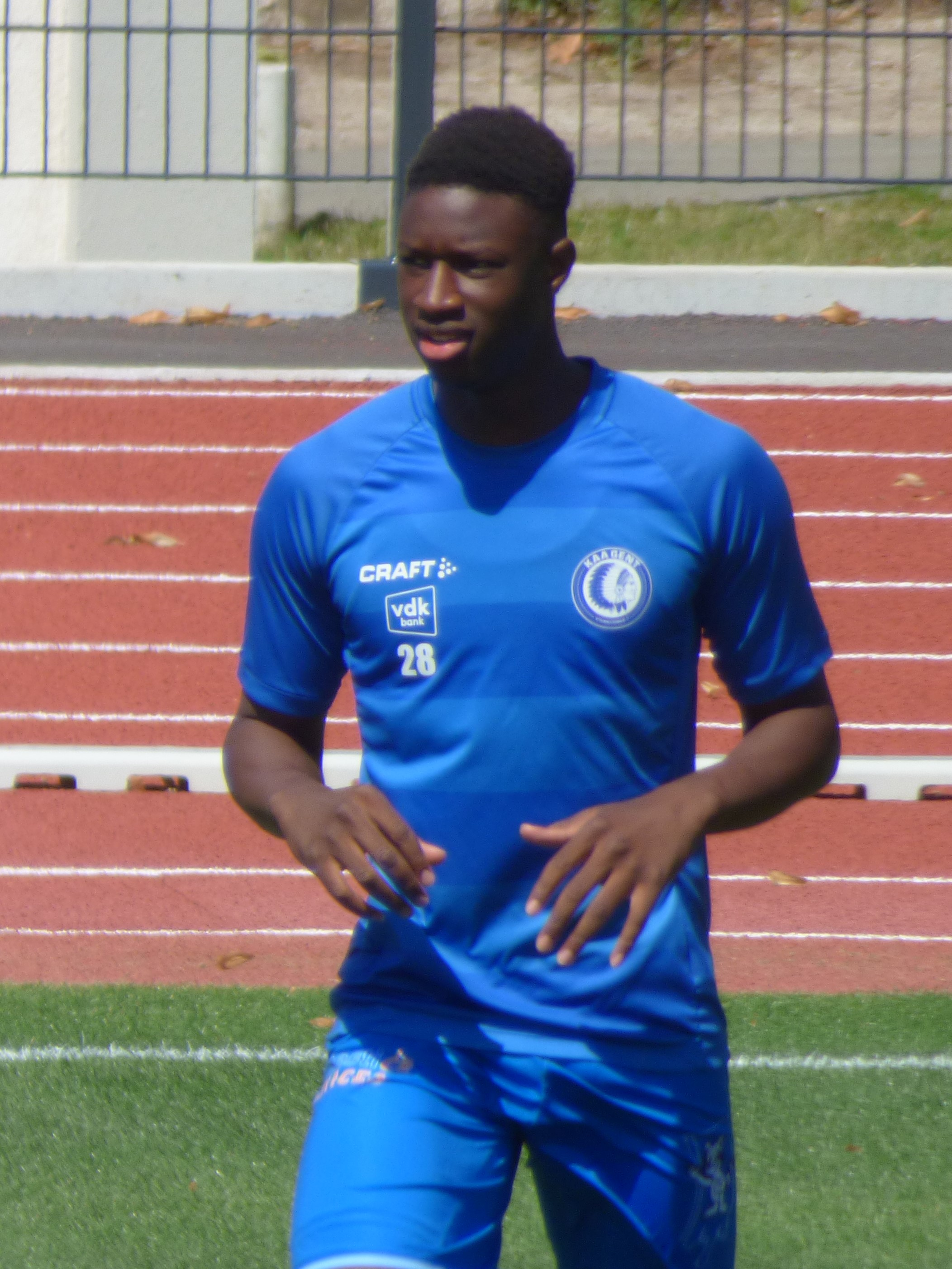
ابراهیما سیسه در سال ۲۰۲۰

ابراهیما سیسه (انگلیسی: Ibrahima Cissé؛ زادهٔ تاریخ ورودی نامعتبر است) بازیکن فوتبال اهل فرانسه است.
از باشگاه‌هایی که در آن بازی کرده‌است می‌توان به باشگاه فوتبال خنت اشاره کرد.
وی همچنین در تیم ملی فوتبال Mali U20 بازی کرده‌است.